# Eubostrichus cobbi
Eubostrichus cobbi is mogelijk een rondwormensoort uit de familie van de Desmodoridae. Het bestaan van deze soort werd echter nooit geverifieerd.
De status in worms is:'This taxon was never referenced in any publication'